# Горки (Молодечненський район)
Го́рки (біл. вёска Горкі) — село в складі Молодечненського району Мінської області, Білорусь. Село підпорядковане Марківській сільській раді, розташоване в західній частині області.